# 神戸 - 徳島線 (徳島バス・阪神バス・神姫バス・山陽バス)
神戸 - 徳島線（こうべ - とくしません）は、神戸市と鳴門市、松茂町、徳島市を結ぶ昼行高速バスである。
全便座席指定制のため、乗車には予約が必要。

## 運行会社
運行会社によってそれぞれ愛称がある。
- 徳島バス - エディ号
- 阪神バス - サラダエクスプレス号
- 神姫バス - ハーバーライナー
- 山陽バス - すだち120号

## 停車停留所
新神戸（ANAクラウンプラザホテル神戸）-神姫バス神戸三宮バスターミナル - 阪神三宮（日生前） - 高速舞子 --- 鳴門公園口（渦の道）（下りのみ停車） - 高速鳴門 - 松茂 - 徳島大学前 - 徳島駅前
- 新神戸 - 高速舞子 および 鳴門公園口・高速鳴門 - 徳島駅での相互の乗降は出来ない。
- 途中休憩なし。
- 神姫バス神戸三宮バスターミナルからの乗車は下りのみ。
- 上りは神姫バス神戸三宮バスターミナルは経由しない。
- 鳴門公園口（渦の道）は下りのみ停車。
  - 鳴門公園～高速鳴門は徳島バスの路線バスが運行している。

## 運行回数
- 1日17往復 （徳島バス9往復、阪神バス3往復、神姫バス3往復、山陽バス2往復）

上述のうち新神戸（ＡＮＡクラウンプラザホテル神戸）まで乗り入れは、1日10往復 （徳島バス下り8本・上り7本、神姫バス下り1本・上り2本、山陽バス下り1本・上り1本）

## 歴史
- 1998年4月6日 運行開始
- 2017年12月22日　新神戸（ＡＮＡクラウンプラザホテル神戸） バス停新設（10往復）

## 車内設備
- ハイデッカー車
- 4列リクライニングシート
- トイレ